# 哈利·瑞斯
哈利·瑞斯（英語：Harley Race，1943年4月11日—2019年8月1日），本名哈利·利蘭·瑞斯（英語：Harley Leland Race），是美國退休職業摔角選手，目前是職業摔角促進者及選手教練。在哈利·瑞斯的職業生涯中，他皆待過主要的摔角聯盟，包括國家摔角聯盟、美國摔角協會、世界冠軍摔角及世界摔角娛樂。哈利·瑞斯曾是八次的NWA世界重量級冠軍，也是首任NWA美國重量級冠軍（現名WWE美國冠軍）。哈利·瑞斯亦被入選世界摔角娛樂、世界冠軍摔角、職業摔角及摔角觀察通訊的名人堂。

## 冠軍及成就

### 國家摔角聯盟
- NWA世界重量級冠軍（英语：NWA World Heavyweight Championship）（八次）
- NWA美國重量級冠軍（一次；首任冠軍）

### 世界冠軍摔角
- 世界冠軍摔角名人堂（1994年）

### 世界摔角聯盟/世界摔角娛樂
- 擂台之王（1986年）
- 衝擊大賞最佳擂台服裝（1987年）
- 衝擊大賞巴比·希南（英语：Bobby Heenan）獎（1987年）
- 世界摔角娛樂名人堂（2004年）

### 職業摔角畫報
- PWI年度最佳賽事（1973年；在5月24號對上小杜里·放克（英语：Dory Funk, Jr.））
- PWI年度最佳賽事（1979年；在8月21號對上德斯提·羅茲）
- PWI年度最佳賽事（1983年；在6月10號對上瑞克·福萊爾）
- PWI史丹利·威斯頓獎（2006年）
- PWI年度最佳摔角手（1979年）
- PWI年度最佳摔角手（1983年）
- PWI500-第8名（2003年）